# José Chaves Ribeiro
José Chaves Ribeiro (Salinas, 20 de março de 1914) foi um político brasileiro do estado de Minas Gerais. Filho de Laudelina Chaves e de Idalino Ribeiro, um dos líderes do PSD em Minas Gerais, Chaves Ribeiro foi deputado estadual em Minas Gerais pelo PSD na 1ª Legislatura (1947 a 1951), na 2ª Legislatura (1951 a 1955), na 3ª Legislatura (1955 a 1959). Foi suplente de deputado estadual na na 4ª Legislatura (1959 a 1963).

Em 1936, Chaves Ribeiro formou-se em Direito pela Universidade de Minas Geais. Advogou e exerceu atividades empresariais em Salinas.